# 1983 a tudományban
Az 1983 a tudományban és a technikában.

## Biológia
- június: Orvosi tesztként először használtak monoklonális antitestet.[1][2]
- május: Első jelentések az AIDS-et okozó vírusról.[3]

## Számítástechnika
- január 1. – Az ARPANET hivatalosan átvált az Internetprotokoll használatára, létrehozva ezzel az internetet.
- december – Egy jugoszláv tudományos magazin (Galaksija) olyan cikksorozatot indít el, mely teljes leírást tartalmaz arról, hogyan kell otthoni számítógépet építeni.

## Díjak
- Nobel-díj
  - Fizikai Nobel-díj: Subrahmanyan Chandrasekhar (USA) „a csillagok szerkezetének és fejlődésének megismerésében fontos fizikai folyamatok elméleti vizsgálataiért”;

illetve William Alfred Fowler (USA) „azoknak a magreakcióknak elméleti és kísérleti vizsgálatáért, melyek a világegyetem kémiai elemeinek felépülésében jelentősek”.
- - Fiziológiai és orvostudományi Nobel-díj: Barbara McClintock „annak felfedezéséért, hogy egyes gének az örökletes anyagon belül bárhová képesek áthelyeződni”.
  - Kémiai Nobel-díj: Henry Taube „az elektron-transzfer reakciók mechanizmusának feltárásáért”.
  - Közgazdasági Nobel-emlékdíj: Gerard Debreu „új elemzési módszereknek a közgazdasági elméletbe való bevezetéséért és az általános egyensúlyelmélet precíz újrafogalmazásáért”.
- A Royal Society érmei
  - Copley-érem: Rodney Porter
  - Davy-érem: Duilio Arigoni
  - Hughes-érem: John Ward
  - Royal-érem: John Kingman, Wilhelm Siegmund Feldberg, Daniel Joseph Bradley
- Turing-díj: Kenneth Lane Thompson, Dennis M. Ritchie
- Wolf-díjak
  - Agrártudományi Wolf-díj: Don Kirkham, Cornellis de Witt
  - Fizikai Wolf-díj: Erwin Hahn, Peter Hirsch, Theodore Maiman
  - Kémiai Wolf-díj: Herbert Gutowsky, Harden McConnell, John Waugh
  - Matematikai Wolf-díj: Erdős Pál, Siing Sen Csern
- Wollaston-érem: Dan Peter McKenzie

## Halálozások
- február 27. – Nyikolaj Alekszandrovics Kozirev orosz, szovjet csillagász (* 1908)
- március 9. – Ulf von Euler Nobel-díjas svéd fiziológus és farmakológus (* 1905)
- március 20. – Ivan Matvejevics Vinogradov orosz, szovjet matematikus, az analitikus számelmélet kutatója (* 1891)
- szeptember 10. – Felix Bloch Nobel-díjas (megosztva) svájci fizikus (* 1905)
- október 26. – Alfred Tarski lengyel matematikus. A négy legnagyobb logikus közé számítják (Arisztotelész, Frege és Gödel mellett) (* 1901)